# Montaldo Scarampi
Montaldo Scarampi es un municipio situado en la provincia de Asti, en Piamonte, Italia. Tiene una población estimada, a fines de marzo de 2023, de 699 habitantes.

## Evolución demográfica
| Gráfica de evolución demográfica de Montaldo Scarampi entre 1861 y 2023 |
|                                                                         |
| Fuente: ISTAT - Elaboración gráfica de Wikipedia                        |